# Grete Mogensen
Grete Mogensen (født 15. maj 1963 i Skive) er en dansk tidligere badmintonspiller, der repræsenterede klubben Herning BK og det danske landshold.
Mogensen repræsenterede Danmark under sommer-OL 1992 i Barcelona, hvor hun deltog i double med Pernille Dupont. De blev elimineret i første runde efter at have tabt til et japansk hold.
Sammen med Jon Holst-Christensen blev Mogensen europamester i mixeddouble i 1990, samme år blev de danmarksmestre i samme øvelse, en præstation de gentog i 1991. Mogensen blev mester i damedouble i 1992 sammen med Pernille Dupont, og i 1993 med Lisbet Stuer-Lauridsen.